# Abdullo Murodow
Abdullo Hamrakulowicz Murodow, tadż. Абдулло Ҳамракулович Муродов ros. Абдулла Хамракулович Мурадов, Abdułła Chamrakułowicz Muradow (ur. w 1956, Tadżycka SRR) – tadżycki piłkarz, grający na pozycji obrońcy, trener piłkarski.

## Kariera piłkarska

### Kariera klubowa
W 1977 rozpoczął karierę piłkarską w klubie Pamir Duszanbe, w którym występował ponad 10 lat. W 1987 roku zakończył karierę piłkarza.

## Kariera trenerska
Po zakończeniu kariery piłkarza rozpoczął pracę szkoleniowca. W 1996 roku został zaproszony na stanowisko selekcjonera narodowej reprezentacji Tadżykistanu. W 1997 pomagał trenować Wachsz Kurgonteppa. W 2000 roku stał na czele klubu Regar-TadAZ Tursunzoda.

## Sukcesy i odznaczenia

### Sukcesy piłkarskie
Pamir Duszanbe
- brązowy medalista Pierwszej ligi ZSRR: 1979

### Sukcesy trenerskie
Regar-TadAZ Tursunzoda
- wicemistrz Tadżykistanu: 2000